# Acilius athabascae
Acilius athabascae är en skalbaggsart som beskrevs av Helen K. Larson 1975. Acilius athabascae ingår i släktet Acilius och familjen dykare. Inga underarter finns listade i Catalogue of Life.